# لا بأس، هذا هو الحب (مسلسل)
لا بأس، هذا هو الحب (هانغل:괜찮아, 사랑이야) هي دراما كورية ظهرت في 2014 من بطولةجو إن سنغ و غونغ هيو جن و سونغ دونغ ايل و إي كوانغ سو (1985) و دو كيونغ سو.[1][1] ، تم بث الدراما على قناة نظام بث سول من تاريخ 23 يوليو حتى تاريخ 11 سبتمبر 2014 يوم الأربعاء والخميس في الساعة 21:55 ووصل عدد الحلقات ل 16 حلقة .

## القصة
لا بأس، إنه الحب" هي دراما طبية نفسية رومانسية تدور حول حياة وحب أشخاص معاصرين يعانون من أمراض نفسية وغير عاطفيين، ويستمرون في العيش. يقوم الرجل والمرأة ذوي الشخصيات المختلفة في الدراما بتهدئة آلام جروح لبعضهما البعض العميقة ويقعان في الحب تدريجيًا. 

## روابط خارجية
- لا بأس، هذا هو الحب على موقع IMDb (الإنجليزية)
- لا بأس، هذا هو الحب على موقع نتفليكس (الإنجليزية)
- لا بأس، هذا هو الحب على موقع كينوبويسك (الروسية)
- لا بأس، هذا هو الحب على موقع قاعدة بيانات الفيلم (الإنجليزية)